# Susanne Kalss
Susanne Kalss (* 1966 in Sankt Martin am Grimming) ist eine österreichische Rechtswissenschafterin. Seit 2003 ist sie Professorin am Institut für Unternehmensrecht der Wirtschaftsuniversität Wien.

## Leben
Susanne Kalss absolvierte nach der Matura ein Studium der Rechtswissenschaften an der Rechtswissenschaftlichen Fakultät der Universität Wien, wo sie 1989 mit einer Dissertation über den Umweltschutz im österreichischen Forstrecht zum Doktor der Rechtswissenschaften (Dr. iur.) promovierte. Anschließend war sie im Rahmen eines Postgradualen Studiums am Europäischen Hochschulinstitut in Florenz, das Studium schloss sie als Master of Laws (LL.M.) ab. 1996 erhielt sie Apart-Stipendium und forschte am Max-Planck-Institut für ausländisches und internationales Privatrecht in Hamburg zum Thema Börserecht.
1999 habilitierte sie sich an der Wirtschaftsuniversität Wien (WU Wien) mit einer Schrift über Die Wahrung von Anlegerinteressen zwischen Vertrag, Verband und Markt. Im Jahr 2000 wurde sie für ein Forschungsprojekt über Kapitalgesellschaften aus rechtsvergleichender und rechtshistorischer Sicht mit dem Start-Preis des Fonds zur Förderung der wissenschaftlichen Forschung (FWF) ausgezeichnet und als Professorin für Privatrecht an die Universität Klagenfurt berufen. 2003 wechselte sie zurück an die WU Wien, wo sie Professorin am damaligen Institut für Zivil- und Unternehmensrecht wurde. Bis 2013 hatte sie den Vorsitz im Department für Unternehmens-, Arbeits- und Sozialrecht, in dieser Funktion folgte ihr Martin Winner nach.
Im September 2018 wurde an der WU Wien das Institut für Unternehmensrecht gegründet. Seither ist sie Institutsvorstand und hat den Lehrstuhl für Unternehmensrecht I inne. 2021 ehrte sie die Bucerius Law School mit einer Ehrendoktorwürde. In der Funktionsperiode 2023 bis 2027 ist sie unter dem Vorsitz von Heinz W. Engl stellvertretende Vorsitzende des Aufsichtsrates des Wissenschaftsfonds  FWF.
Zu ihren Arbeitsschwerpunkten zählen das Gesellschaftsrecht, das Kapitalmarktrecht und das Unternehmensrecht. Sie gibt mit Wulf Goette und Mathias Habersack den mehrbändigen und in mehreren Auflagen erschienenen Münchener Kommentar zum Aktiengesetz heraus.

## Publikationen (Auswahl)
- 1990: Forstrecht: Walderhaltung und Umweltschutz, Springer, Wien/New York 1990, ISBN 978-3-211-82196-1
- 1991: Das Höchststimmrecht als Instrument zur Wahrung des Aktionärseinflusses, Florenz 1991[12]
- 1994: Die Rechte des Aktionärs, gemeinsam mit Karin Wessely, Manz-Verlag, Wien 1994, ISBN 978-3-214-04955-3
- 1997: Verschmelzung, Spaltung, Umwandlung: die gesellschaftsrechtlichen Bestimmungen (AktF, GmbHG, SpaltG und UmwG) in der Fassung des EU-Gesellschaftsrechtsänderungsgesetzes, gemeinsam mit Thomas Bachner, Manz, Wien 1997, ISBN 978-3-214-04956-0, 2. Auflage 2010, ISBN 978-3-214-05042-9
- 2001: Anlegerinteressen: der Anleger im Handlungsdreieck von Vertrag, Verband und Markt, Springer, Wien/New York 2001, ISBN 978-3-211-83553-1
- 2001: Rücktrittsrechte, gemeinsam mit Brigitta Lurger, Verlag Österreich, Wien 2001, ISBN 978-3-7046-1711-8
- 2002: Allgemeines Handelsrecht, gemeinsam mit Martin Schauer, Springer, Wien/New York 2002, ISBN 978-3-211-83760-3
- 2002: Das neue Wertpapiererwerbs- und Übernahmegesetz: einführende Gesamtdarstellung und Materialien, gemeinsam mit Holger Fleischer, C.H. Beck, München 2002, ISBN 978-3-406-49234-1
- 2003: Das österreichische Übernahmerecht: vier Jahre Übernahmepraxis – ein Gesamtüberblick, gemeinsam mit Christoph Diregger und Martin Winner, Linde-Verlag, Wien 2003, ISBN 978-3-7073-0455-8, 2. Auflage 2007, ISBN 978-3-7073-0917-1
- 2003: Die Entwicklung des österreichischen Aktienrechts: Geschichte und Materialien, gemeinsam mit Christina Burger und Georg Eckert, Linde-Verlag, Wien 2003, ISBN 978-3-7073-0221-9
- 2005: Kapitalmarktrecht: System, Linde-Verlag, Wien 2005, ISBN 978-3-7073-0847-1, 2. Auflage 2015, gemeinsam mit Martin Oppitz und Johannes Zollner, ISBN 978-3-7073-1511-0
- 2007: Österreichisches Gesellschaftsrecht: systematische Darstellung sämtlicher Rechtsformen, gemeinsam mit Christian Nowotny und Martin Schauer (in Fortführung von Grundriss des österreichischen Gesellschaftsrechts von Walther Kastner), Manz-Verlag, Wien 2007, ISBN 978-3-214-15246-8, 2. Auflage 2017, ISBN 978-3-214-14299-5
- 2010: Handbuch für den Aufsichtsrat, gemeinsam mit Peter Kunz, Facultas, Wien 2010, ISBN 978-3-7089-0579-2, 2. überarbeitete und erweiterte Auflage 2016, ISBN 978-3-7089-1362-9
- 2015: Europäisches Gesellschaftsrecht, gemeinsam mit Christoph Klampfl, C.H. Beck, München 2015, ISBN 978-3-406-68600-9
- 2017: Allgemeines Unternehmensrecht, gemeinsam mit Martin Schauer und Martin Winner, 3. revidierte Auflage, Facultas, Wien 2017, ISBN 978-3-7089-1433-6
- 2017: Handbuch für den Vorstand, gemeinsam mit Stephan Frotz und Paul Schörghofer, Facultas, Wien 2017, ISBN 978-3-7089-1364-3
- 2018: Treuepflichten, gemeinsam mit Ulrich Torggler, Manz-Verlag, Wien 2018, ISBN 978-3-214-10606-5
- 2019: Aktuelle Fragen bei M&A, gemeinsam mit Ulrich Torggler, Manz-Verlag, Wien 2019, ISBN 978-3-214-15898-9
- 2023: Kapitalmarktrecht, gemeinsam mit Martin Oppitz, Facultas, Wien 2023, ISBN 978-3-7089-2467-0

## Auszeichnungen
- 1998: Kardinal-Innitzer-Förderungspreis für Rechts- und Staatswissenschaften[13]
- 2021: Ehrendoktorwürde der Bucerius Law School[10]